# 紫式部日記絵巻

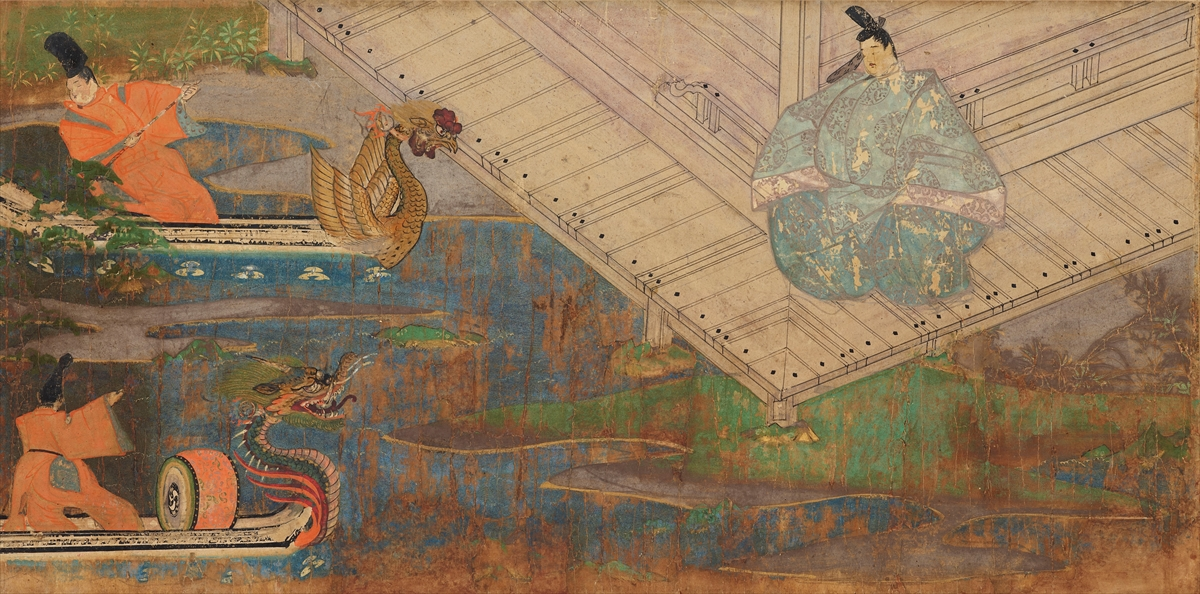
藤田家本第5段絵（部分）一条天皇の土御門邸行幸に備え、新造の竜頭鷁首（りょうとうげきす）の船を検分する藤原道長

紫式部日記絵巻（むらさきしきぶにっきえまき）は、紫式部によって記された『紫式部日記』を元に制作された絵巻物。「紫式部日記絵詞」（ - えことば）ともいう 。

## 概要
絵画様式や料紙装飾の検討から、鎌倉時代初期、1220年（承久2年）から1240年（延応2年/仁治元年）頃の制作と推測される。現存箇所から推測するに『紫式部日記』のうち、絵画化に適さぬ消息文や人物評を除いたほぼ全文を適宜分節して絵画化し、詞書を添えた絵巻で、当初は絵と詞書が各50～60段、全10巻程の大規模な構成であったと考えられる。現在残っているのは、絵24段、詞書24段（内1段は田中親美による模写）の4巻分で、全体の4割程度、『紫式部日記』全体からすると25％ほどである。ただ、絵2図は対応する詞書がなく、逆に2段の詞書は絵が伴わない。現存4巻は伝来や（旧）蔵者名から日記の記載順に、蜂須賀家本、藤田家本、旧森川家本、旧久松家本（日野原家本）と呼ばれている（詳細は後述）。
各巻の伝来と、旧久松家本などに付された添状や極書から判断すると、江戸時代初期には現状に近い内容で構成され、1巻ずつ諸家に分蔵されていたようだ。更にこの時期、この絵巻は『栄花物語絵巻』と呼ばれ、伝称筆者は藤原信実、詞書は全て同一筆者で九条良経とされた。『栄花物語絵巻』と混同されたのは、栄花物語の「初花」の巻が『紫式部日記』を原史料として利用しているため、共通の場面を多く含むことに起因する誤りである。また藤原信実筆の伝承も、時代的には合致するものの、信実唯一の真筆とされる『後鳥羽院像』（水無瀬神宮蔵）と比べると画風が異なり、場面によりわずかだが画風が異なることから、優れた職業画人・宮廷絵師による工房制作だと推察される。詞書についても、良経が創始した「後京極流」の書風ではあるものの、良経自身の遺墨と比べると詞書のほうが古風で、王朝風の流麗さ、繊細さを留めており、別筆である。
物語絵巻としては平安時代後期の『源氏物語絵巻』の系統をひく、下書きの墨線を岩絵具で全面的に塗り隠し、その上から細い墨で輪郭線を描き起こしたり、精緻な彩色を加えて画面を仕上げていく濃彩作絵（つくりえ）の技法である。しかし、『源氏物語絵巻』と比べると、そのプロセスは単純化され、画面効果も明快ですっきりとしたものになっている。投影法も、斜投影法が多い『源氏物語絵巻』と違い、等軸測投影を現存24図の内、現存最初の場面である蜂須賀家本第一段を除くいた23図で用い、画面に鋭い緊張感と機知性を生んでいる。引目鉤鼻（ひきめかぎはな）の顔貌形式も、細い線を重ねて丁寧に描かれた『源氏物語絵巻』に対し、弾みと切れ味ある線描に変わっており、人物の感情表現がよりはっきりと描かれている。平安時代物語絵の表現法に、こうした新しい要素が加わったのは、時代降下による変化や崩れと云うより、作絵や引目鉤鼻と言った伝統技法を踏まえつつ、新しい時代の好みにあった別種の表現を生み出そうとする積極的な意図が働いたと見るべきであろう。
高松百香は実際の制作者は不明としつつも、九条良経の嫡男である道家の依頼で制作されたとする説を唱えている。道家は娘の竴子を後堀河天皇の中宮としていたが、藤原道長のように天皇の外祖父になることを望んでいた道家が娘の竴子も紫式部が仕えた藤原彰子のように将来の天皇を生んでくれることを願って制作したとしている。
ただし、萩谷朴「『紫式部日記』の古筆切と写本」は『明月記』貞永二(1233)年三月二十日条を分析して､『紫日記絵』『更級日記絵』の施主、絵画、詞書の筆者を以下のように推定していた。
イ（編纂指示の施主）後堀川院
ロ（題目選定の撰者）承明門院（後鳥羽上皇妃在子）
ハ（題目清書の担当者）不詳なるも在子自身か
ニ（絵画の筆者）不詳。或いは在子自身か。
ホ（詞書の筆者）通方　
ヘ（題材、規模・構成）『紫日記』『更級日記』の二本立て
　さらに、以下の見解を示した。
○『明月記』当該条の『紫日記』と定家の息女・民部卿典侍・因子が式子内親王から下賜され、定家がさらに竴子に献上した『月次絵』のうち、五月の紫式部日記暁景気は同一の『日記絵』ではなく、前者『紫日記』が現行『紫式部日記』（萩谷説－本『紫式部日記』）の絵巻化、後者『紫式部日記』「暁景気」は前『紫式部日記』をプレテクストとした絵巻と弁別していること。
○『明月記』当該条の『紫日記絵』は現存する『紫式部日記絵巻』そのものである。また『月次絵』五月の「紫式部日記」は前『紫式部日記』を絵画化したものであると規定したこと。前記高松説を含む現存絵巻の従来説は、九条道家が施主で新たに作成されたとされていた。すなわち、『明月記』の絵巻記事の日と時を同じくし、皇子出産の二月十二日から五十日の祝い四月八日の間、九条道家も藤原道長のように天皇の外祖父になることを望み、娘の竴子も藤原彰子のように将来の天皇を生んでくれることを願って新たに制作されたというものであった。
○古代学協会藏、伝清水谷実重筆『紫式部日記絵詞』、萩谷旧蔵、現古代学協会蔵、伝転法輪殿実重筆『紫式部日記絵詞』断簡はツレであり、現存『紫式部日記絵詞』の後代書写本である。
○現存『紫式部日記絵詞』本文、古代学協会藏「絵詞」断簡はともに、現存日記本文より極めて優位な本文である。

### 蜂須賀家本

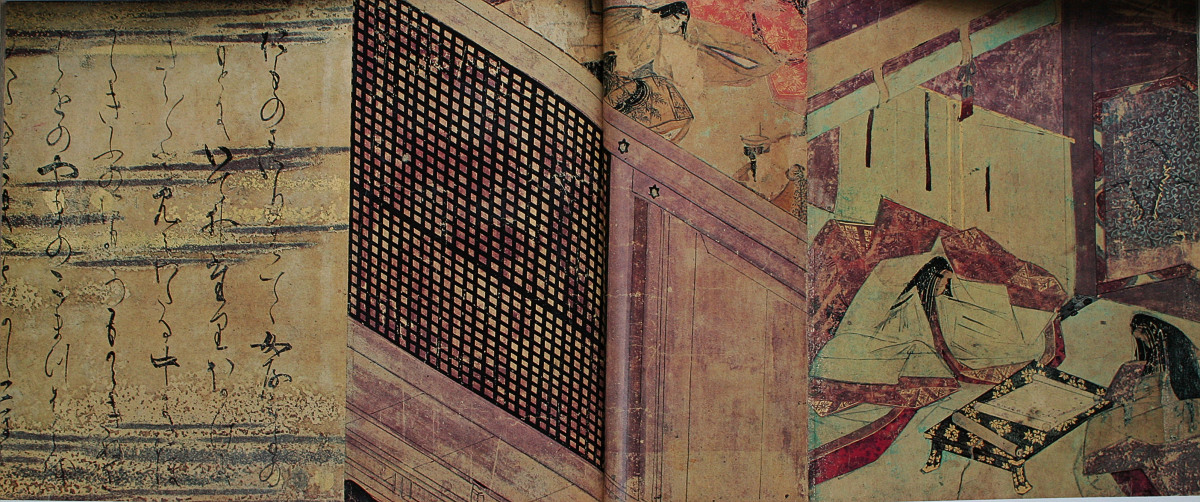
紫式部（手前）は中宮（奥）に『白氏文集』「新楽府」を講じる（右側の絵）。蔀戸の背後で語り合う女房たち（左側の絵）

徳島藩蜂須賀家に伝わった1巻、個人蔵。絵は8場面、詞は7場面分を存するが、現状は錯簡がある。重要文化財。『住吉家鑑定控』の記録によれば、少なくとも幕末には蜂須賀家の所蔵だった。描かれている場面は日記の前半部分、寛弘5年（1008年）9月13、15日敦成親王（後の後一条天皇）の産養（うぶやしない）の場面など。
寛弘5年（1008年）9月11日、一条天皇の中宮彰子は敦成親王を無事出産した。当時の貴族社会では産養といって、新生児の誕生日から数えて3・5・7・9日目の夜に親族などが集まって祝宴を開き、赤子に衣服、食物などを贈る習慣があった。蜂須賀本では9月13日の誕生第三夜と9月15日の第五夜の産養の様子が描かれる。舞台は彰子の父・藤原道長の土御門邸（当時、出産は穢れとされ、中宮の出産も里邸で行われた）。なお、前述のように現状の巻子本には錯簡があり、上記以外の場面（本来は旧久松家本にあるべきもの）が混入している。
第一段から第五段は敦成親王の産養にかかわるもので、絵の直前にそれぞれの絵に該当する詞書を伴っている。この巻には錯簡がみられ、第三段の絵の直後には2面の絵が、間に詞書を挟まずに連続して継がれている。第五段の絵の次には第六段と第七段の詞書のみが連続して継がれている。第六段の詞書は、紫式部の中宮に対する『白氏文集』進講に関わるもので、これに該当する絵は第三段の次に継がれている。第七段の詞は、五節の舞姫に関する内容で、現状ではこれに該当する絵はない。第八段は絵のみで、これに該当する詞書は現存の絵巻中にはない。第四段の直前にある絵は、寛弘5年12月29日に紫式部が参内した時のエピソードにかかわるものとみられ、これに該当する詞書は旧久松家本の第二段にある。
| 段       | 絵/詞 | 内 容                                               | 画 面                                                              |
| -------- | ----- | --------------------------------------------------- | ------------------------------------------------------------------ |
| 第一段   | 詞    | 9月13日、中宮職が主催する、敦成親王誕生第三夜の産養 |                                                                    |
| 第一段   | 絵    | 9月13日、中宮職が主催する、敦成親王誕生第三夜の産養 | 土御門邸東の対の庇に列座する公卿                                   |
| 第二段   | 詞    | 9月15日、道長が主催する、誕生第五夜の産養           |                                                                    |
| 第二段   | 絵    | 9月15日、道長が主催する、誕生第五夜の産養           | 土御門邸の寝殿前でかがり火をたく随身                               |
| 第三段   | 詞    | 同日、中宮への御膳（おもの）まいり（食事を供する）  |                                                                    |
| 第三段   | 絵    | 同日、中宮への御膳（おもの）まいり（食事を供する）  | 台盤の上の御膳、奥に中宮、手前に女房たち                           |
| （錯簡） | 絵    | 式部は中宮に『白氏文集』「新楽府」を講じる          | 文机を挟んで対面する中宮と紫式部（本来、第六段の絵）               |
| （錯簡） | 絵    | 寛弘5年12月29日の参内の場面か                       | 蔀戸の背後で語り合う女房たち                                       |
| 第四段   | 詞    | 9月15日の産養の祝儀が終わる                         |                                                                    |
| 第四段   | 絵    | 9月15日の産養の祝儀が終わる                         | 几帳のかげでくつろぐ女房たち                                       |
| 第五段   | 詞    | 同日、紫式部は夜居の僧に話しかける                  |                                                                    |
| 第五段   | 絵    | 同日、紫式部は夜居の僧に話しかける                  | 屏風を押し開け、隣室に控える夜居の僧に中宮御前の様子を見せる紫式部 |
| 第六段   | 詞    | 式部は中宮に『白氏文集』「新楽府」を講じる          | （この詞に該当する絵は第三段の次にあり）                           |
| 第七段   | 詞    | 11月22日、五節の舞姫の童女御覧がある                | （この詞に該当する絵はなし）                                       |
| 第八段   | 絵    | （不明）                                            | 琴を弾く女（紫式部か）（この絵に該当する詞はない）                 |

蜂須賀家本より

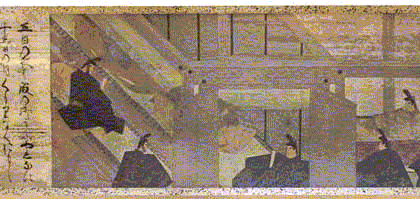
第一段 寛弘5年9月13日、敦成親王誕生第三夜の産養。土御門邸東の対の庇に列座する公卿。
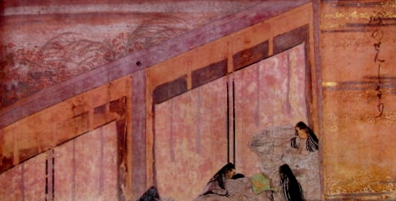
第四段 敦成親王誕生第五夜の産養の祝儀が終わり、几帳のかげでくつろぐ女房たち。
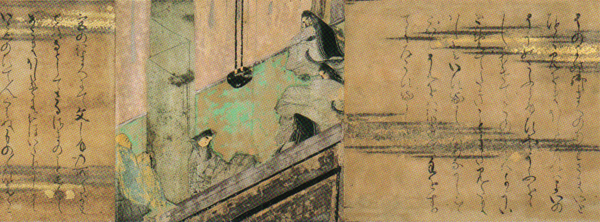
第五段 敦成親王誕生第五夜の産養の日、紫式部は屏風を押し開け、隣室に控える夜居の僧に中宮御前の様子を見せる。

### 藤田家本
藤田美術館蔵、1巻、絵・詞書各5段、国宝。1917年（大正6年）まで館林藩秋元家に伝来。言い伝えによると江戸時代初め後水尾天皇からの拝領品だという。秋元家の美術品売立で藤田家が落札し、のち美術館のコレクションに加えられた。内容は日記の前半、蜂須賀家本に続く場面であり、寛弘5年9月15日・17日の敦成親王誕生第五夜と第七夜の産養の場面が中心。第5段は10月16日の一条天皇の土御門邸への行幸の日の様子。 
- 第一段 - 9月15日、敦成親王誕生第五夜の産養の後の賜禄。
- 第二段 - 9月16日、十六夜（いざよい）の月の夜の舟遊び。
- 第三段 - 同夜、土御門邸に内裏の女房たちが祝いに駆け付ける。邸の北門付近に並ぶ牛車を描く。
- 第四段 - 9月17日、公（朝廷）が主催する、誕生第七夜の産養。
- 第五段 - 10月16日、一条天皇の土御門邸行幸当日の朝、池に浮かべた龍頭鷁首（りょうとうげきす）の船を見る道長。

第五段の絵と詞は別々のものである。第五巻の絵に照応する詞の部分は、この一巻が秋元家の所蔵であった時代に切り離されて別途保管されていたが、関東大震災で焼失した。現在は当該詞書の模本（田中親美模）のみが残っている。現状、第五段の絵の直前にある詞は、「一条天皇の土御門邸行幸の近づくある日、（紫式部は）もの思いにふけり、池の水鳥に思いをよせる歌を詠んだ」という内容で、現存する絵巻にはこの詞に相応する絵はない。
藤田本より

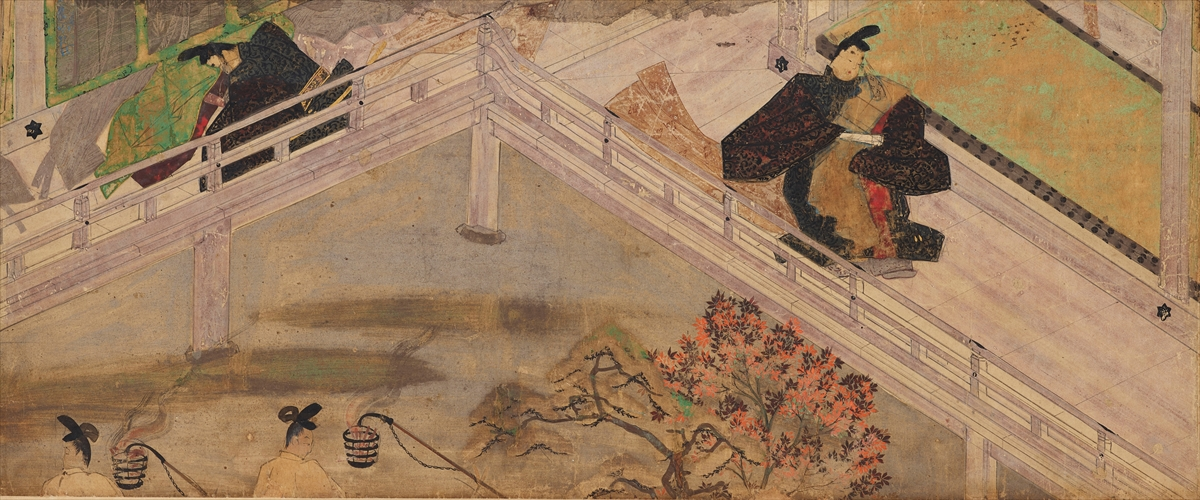
第一段　敦成親王誕生第五夜の産養の後の賜禄。禄を受けて退出する者（右）と禄を受けつつある者（左）。
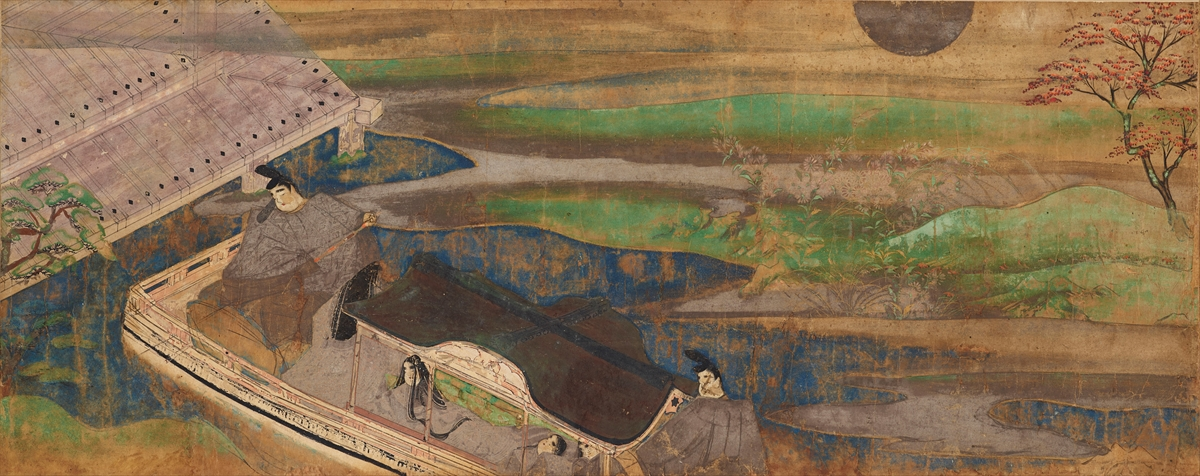
第二段 十六夜の月の夜の舟遊び。
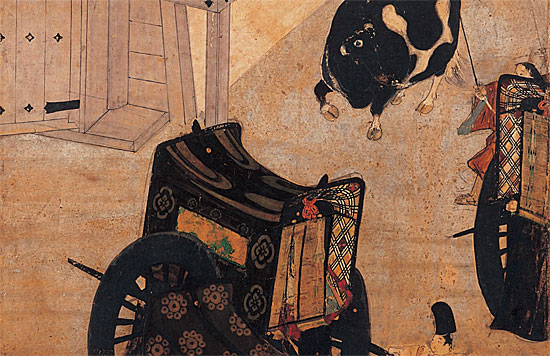
第三段 敦成親王誕生第五夜の産養の日の夜、土御門邸に内裏の女房たちが祝いに駆け付ける。邸の北門付近に並ぶ牛車。
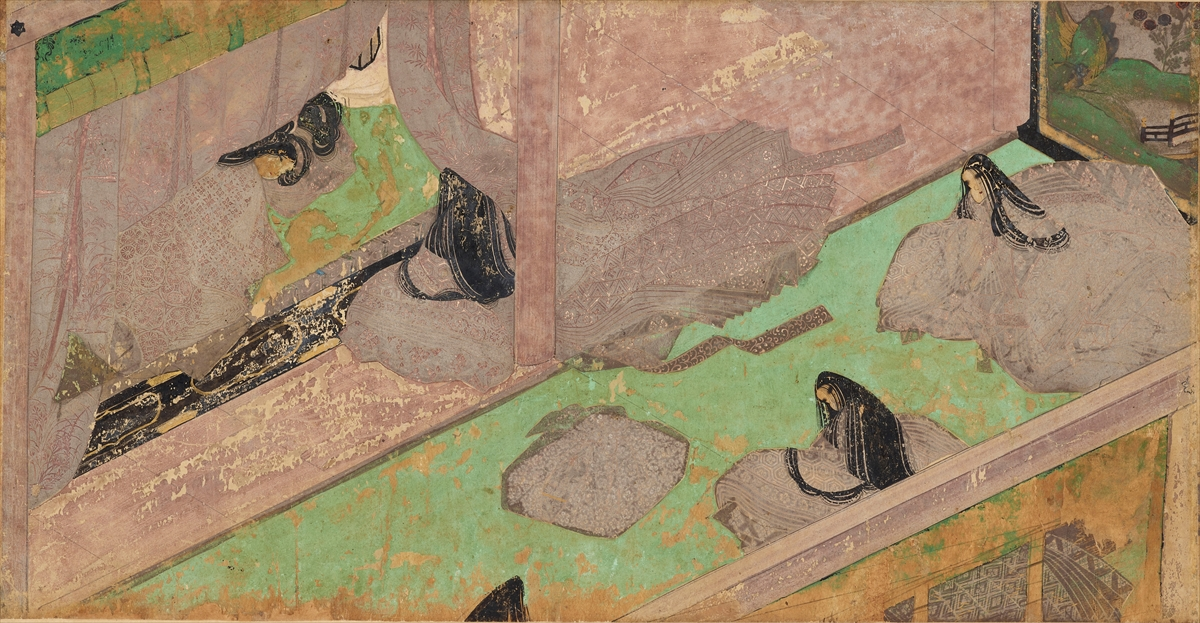
第四段 公（朝廷）が主催する、敦成親王誕生第七夜の産養。御帳台に臥す中宮（左端）と控える女房たち（画面の変色が著しい）。

### 藤田家別本
詞書1葉、個人蔵。田中親美が明治時代に模写したもの。原本は藤田家に売却する際に、秋元家に残された1幅だが、関東大震災で焼失。田中親美はこの模写本から更に模写して藤田家へ収めたが、これも第二次大戦の火災で失われた。

### 旧森川家本

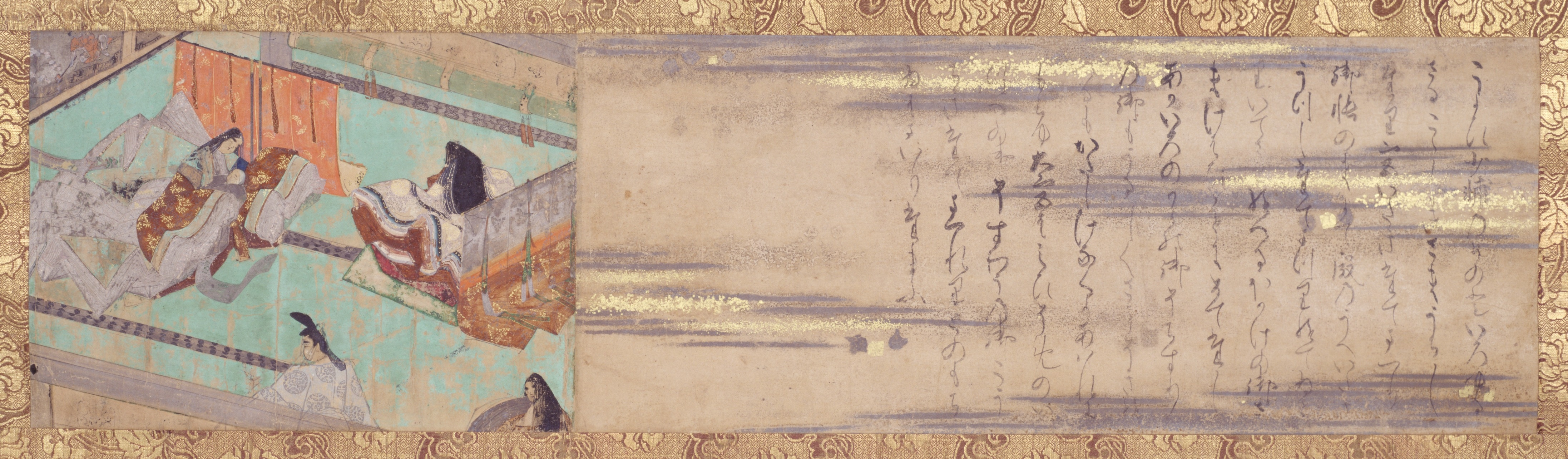
旧森川家本第三段（東博） 敦成親王の五十日の祝儀。親王の外祖父道長が五十日の餅を差し上げる。若宮を抱くのは道長の北の方、手前は道長、後向きの女性が中宮。

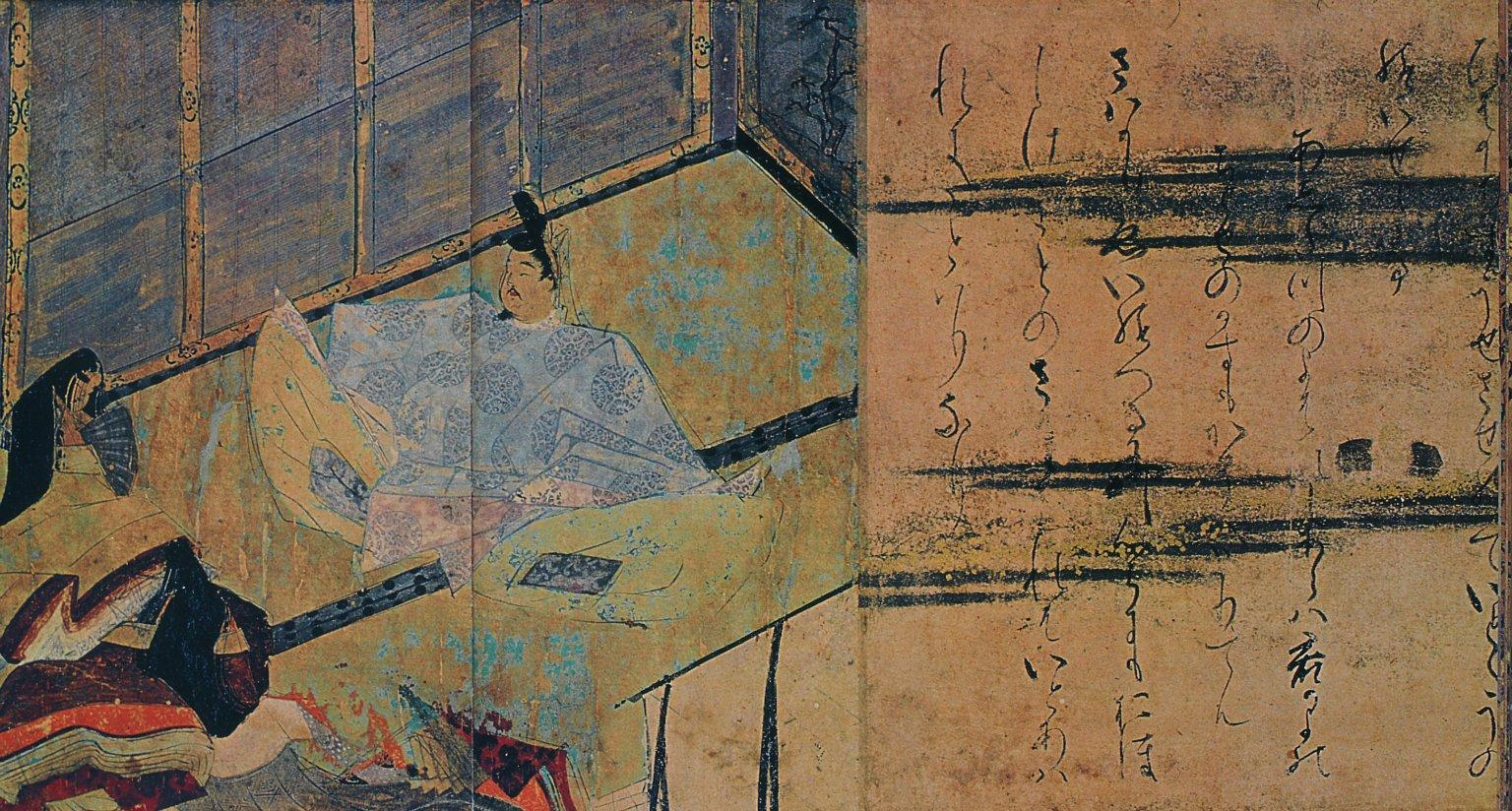
旧森川家本第五段（個人蔵） 几帳のかげに隠れていたところを道長に見つかり、祝いの和歌を詠むように迫られる紫式部と宰相の君。

詞書5段、絵5段。元は1920年（大正9年）名古屋の森川勘一郎（如春庵）が発見した巻子本1巻。藤田本に続く、行幸翌日の10月17日の場面と、11月1日の敦成親王の五十日（いか、誕生50日目の祝儀）の日の様子を描く。伝来は不明だが、絵のみが水野忠央の『丹鶴叢書』壬子帙に旧久松家本と共に木版で収められており、西国の大名家（伊予西条松平藩か）が秘蔵していたとみられる。森川は、手持ちの古美術コレクションを整理してこの絵巻を購入したという。
この旧森川家本は3度にわたり現状変更（分割）が行われている。最初は1932年（昭和7年）で、所有者の森川勘一郎は、当時の大収集家であった益田孝（鈍翁）に絵巻を売却した。この際、益田は巻子最後の絵と詞書各1段分を切断し、森川の元に残した（現在は軸装、個人蔵、重要文化財）。しばしば益田の美術関係における相談役をしていた田中親美はこの処置に不賛成だったが、聞き届けられなかった。2度めは翌1933年（昭和8年）、明仁親王生誕を祝し宮家を招いて茶会を催した時である。益田は、この茶会の掛け物にするため、生誕祝いの席にふさわしい旧森川家本の第三段、寛弘5年11月1日夜、敦成親王誕生50日の祝の場面を切断した（別の個人収集家を経て、現在は東京国立博物館蔵、重要文化財。e国宝に画像と解説）。その翌年の1934年（昭和9年）、益田は残った3段分を、額装6面（絵・詞各3面）に改装する。この6面は戦後、別の個人所蔵家を経て、五島美術館の所蔵となった（国宝）。
各段の内容は以下のとおり。
- 第一段（現・五島美術館本第一段） - 行幸翌日の10月17日、中宮権亮実成と中宮大夫斉信が紫式部らのいる部屋を訪れる。
- 第二段（現・五島美術館本第二段） - 11月1日の敦成親王の五十日（いか）の祝儀。
- 第三段（東京国立博物館蔵） - 同夜、親王の外祖父道長が五十日の餅を差し上げる。
- 第四段（現・五島美術館本第三段） - 同夜、祝宴の後、酔って女房たちにたわむれる貴人たち。
- 第五段（個人蔵） - 同夜、几帳のかげに隠れていたところを道長に見つかり、祝いの和歌を詠むように迫られる紫式部と宰相の君。

| 五島美術館本第一段 帝の土御門邸行幸翌日の10月17日、中宮権亮実成と中宮大夫斉信が、紫式部のいる「宮の大夫の局」を訪れる。呼び掛ける実成（右）と斉信（左）、蔀戸越しに顔をのぞかせる紫式部。 |  | （同左 詞書） |
| 五島美術館本第一段 帝の土御門邸行幸翌日の10月17日、中宮権亮実成と中宮大夫斉信が、紫式部のいる「宮の大夫の局」を訪れる。呼び掛ける実成（右）と斉信（左）、蔀戸越しに顔をのぞかせる紫式部。 |  | （同左 詞書） |

| 五島美術館本第二段 寛弘5年11月1日の敦成親王の五十日の祝儀。若宮を抱く中宮（奥、顔は見えない）と給仕する女房たち。 |  | （同左 詞書） |
| 五島美術館本第二段 寛弘5年11月1日の敦成親王の五十日の祝儀。若宮を抱く中宮（奥、顔は見えない）と給仕する女房たち。 |  | （同左 詞書） |

| 五島美術館本第三段（旧森川家本第四段）寛弘5年11月1日の敦成親王の五十日の祝儀。同日夜、祝宴の後、酔って女房たちにたわむれる貴人たち。左衛門督・藤原公任（画面右手中央の人物）が「あなかしこ、此のわたりわかむらさきやさぶらふ（恐れ入りますが、この辺りに若紫は居られませんか）」とたわむれる。 |  | （同左 詞書） |
| 五島美術館本第三段（旧森川家本第四段）寛弘5年11月1日の敦成親王の五十日の祝儀。同日夜、祝宴の後、酔って女房たちにたわむれる貴人たち。左衛門督・藤原公任（画面右手中央の人物）が「あなかしこ、此のわたりわかむらさきやさぶらふ（恐れ入りますが、この辺りに若紫は居られませんか）」とたわむれる。 |  | （同左 詞書） |

### 旧久松家本
詞書6段、絵6段、重要文化財、個人蔵（東京国立博物館寄託）。伊予松山藩久松松平家伝来。久松松平家は、明治になって先祖の姓である久松に戻したためこの名がある。日記の後半部分と末尾を絵画化している。後半3段は、寛弘7年（1010年）正月15日の敦良親王（後の後朱雀天皇）の五十日（いか、誕生50日目の祝儀）の日の様子。前半3段はこれとは異なるエピソードが描かれている。
- 第一段 - 賀茂臨時祭奉幣使となった藤原教通（道長二男）の晴れ姿。
- 第二段 - 船上の管絃の遊び。
- 第三段 - 道長が紫式部の局を訪れる。
- 第四段 - 寛弘7年正月15日、敦良親王の五十日の祝儀、食物を運ぶ貴人たち。
- 第五段 - 同日の祝儀終了後、巻き上げられた御簾と2人の女房。
- 第六段 - 同日の祝儀終了後、高欄に倚る3人の貴人。

第二段の絵と詞は内容が照応せず、別々のものである。第二段の絵について、『角川 絵巻物総覧』（解説：佐野みどり）は、寛弘6年9月11日、中宮の安産祈願のために道長の土御門邸で行われた仏事後の管絃の遊びを描いたものとする。一方、『日本の絵巻 9 紫式部日記絵詞』（解説：小松茂美）は、寛弘5年5月22日、土御門邸の新御堂で行われた阿弥陀懺法の後のこととする。第二段の直前の詞書は（寛弘5年）師走29日の参内について述べたもので、前後の絵と関係がなく、本来は蜂須賀本の第四段の前にある絵と組み合うものである。
第四段の絵について、小松茂美は、五節舞に関連づけ、寛弘5年11月21日の五節の舞姫の「御前の試み」（清涼殿で天皇に舞を見せる行事）の日の五節所（舞姫の控え所）を描いたものかと推定している。
旧久松家本より

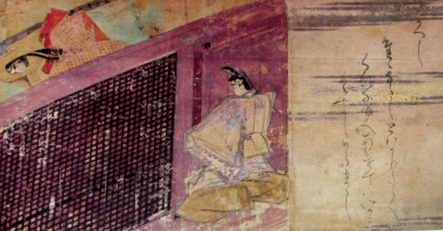
第三段 道長が紫式部の局を訪れる。
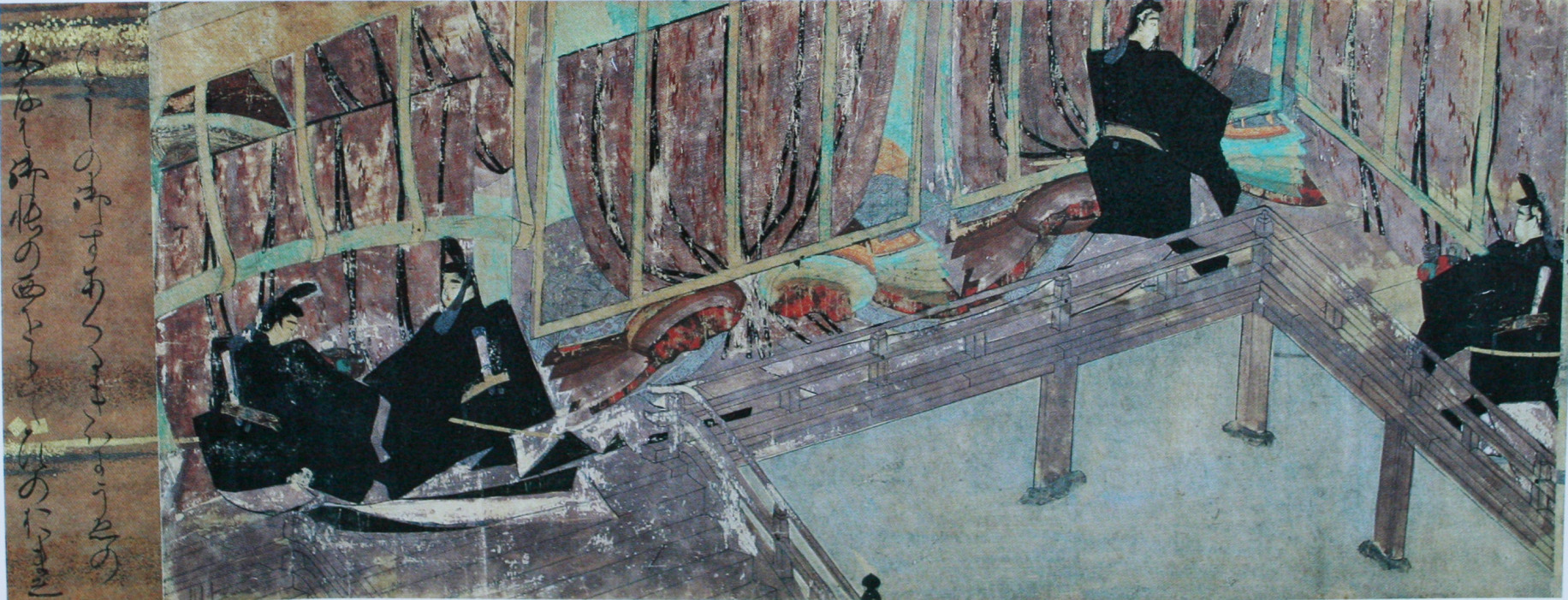
第四段 寛弘7年正月15日、敦良親王の五十日の祝儀、食物を運ぶ貴人たち。